# Juzgado Privativo de Aguas de Orihuela
El Juzgado Privativo de Aguas de Orihuela trata de una entidad jurisdiccional y de gobierno de los relativo al tema del agua y el riego en Orihuela (Alicante) España. Se trata de un tribunal tradicional, tal y como los admite el artículo 19 de la Ley Orgánica del Poder Judicial en sus apartados 2, 3 y 4. Además, también dirige y gobierna lo relativo al reparto del agua y a la administración de la misma, tanto de las que corren por el río Segura como las que corren por sus acequias, azarbes, escorretas y demás canales, con la excepción del Canal del Taibilla (que depende de la Mancomunidad de Canales del Taibilla) y el Canal del Trasvase Tajo-Segura, que depende del Ministerio de Medio Ambiente (por medio de las Confederaciones Hidrográficas del Segura y del Tajo).
El rey Alfonso X, pese a que tradicionalmente en la Edad Media, los reyes poseían el monopolio sobre los ríos y su explotación, concedió al Juzgado Privativo de Aguas el gobierno de las aguas del río en la zona baja del Segura, correspondiente con la zona Geográfica de la Huerta del Segura y la zona Administrativa de la Vega Baja.

## Historia
Es una entidad jurisdiccional tradicional, que dirige y gobierna el reparto del agua y el riego en las tierras de la Huerta de Orihuela. Fue creado a mediados del siglo XIII por el Rey Alfonso X el Sabio de Castilla y de él se segregaron el Juzgado Privativo de Almoradí, el de Callosa de Segura y el de Guardamar del Segura.
Del año 1275, 14 de mayo, data el primer documento escrito sobre la ordenación de los riegos de la huerta de Orihuela. Se trata de un privilegio del Rey Alfonso X, El Sabio, que recoge todos los usos y costumbres que se venían aplicando en nuestros regadíos desde tiempo de moros y los convierte en preceptos de obligado cumplimiento. Ese documento puede decirse que se trata de las primeras ordenanzas del Juzgado de Aguas.
En ese documento, además, se contiene la confirmación de Pedro Zapatero como acequiero principal, no es más que el primer Juez de Aguas. Además, Pedro
Zapatero fue uno de los 26 vecinos que se encerraron en el castillo con motivo del levantamiento mudéjar del año 1264 resistiendo hasta la entrada en la
ciudad de las tropas cristianas.
En el "Llibre del Repartiments dels terres entre vehins de la molt nomble y leal e insigne ciutat de Oriola", elaborado entre 1265 y 1314, quedan recogidos los primeros azudes para la distribución de las Aguas.
Desde esa fecha, 1275, siempre ha existido en Orihuela, de forma ininterrumpida, un juez Sobrecequiero que han visto, con el paso de los años, reconocidas sus prerrogativas. Así en 1323, Jaime II, confirmando anteriores privilegios reales, establece que los asuntos de aguas son competencia exclusiva
del Sobrecequiero; en 1401, el Rey7 Martin I de Aragón) y, posteriormente el 16 de junio de 1501, Fernando el Católico, declaraban que el Juez Sobreacequiero tenía jurisdicción absoluta sobre las aguas, previendo importantes multas a las autoridades que interviniesen en tales asuntos.
Con la llegada de los Borbones en el siglo XVIII, el cargo de Juez Sobreacequiero, por primera vez en su historia, pasa a ser ocupado por el alcalde de la ciudad, denominándose “Alcalde Mayor y Juez Real y Privativo de las Aguas por Su Majestad, de la ciudad de Orihuela, su Huerta y Lugares de su Distrito”,
encontrándose bajo el mando político durante un siglo.
Será hasta el 31 de agosto de 1836 cuando por Real orden de la Reina Gobernadora María Cristina de Borbón en nombre de Isabel II cuando se establece que el Juez Sobrecequiero, al igual que el resto de los Síndicos, será elegido por los propios regantes, democráticamente y sin intervención de la autoridad civil, como así ha
ocurrido desde entonces.

## Ordenanzas
Actualmente se rige por unas Ordenanzas aprobadas por la Confederación Hidrográfica del Segura, por resolución de 24 de octubre de 2014, que adaptan las ordenanzas aprobadas por la Reina Regente, María Cristina de Borbón por Real Orden de 31 de agosto de 1836, que sustituyeron las anteriores aprobadas por Felipe IV por Real Cédula de 24 de febrero de 1625, redactadas por el visitador Jerónimo Mingot, a la vigente Ley de Aguas.

## Potestades
Tiene potestades administrativas y jurisdiccionales al poder resolver pleitos entre regantes y herederos (propietarios de heredades) cuyo asunto trate sobre el agua y el riego.
El juez de aguas tiene potestad administrativa sobre lo gubernativo y económico referente a las aguas de la Huerta de Orihuela. Además tiene jurisdicción para conocer asuntos que ocurran en su distrito, en ejecución de las ordenanzas o de las providencias por él dictadas sin perjuicio de las acciones civiles de propiedad u otras que se entablaran en la jurisdicción ordinaria.
Su Jurisdicción se extiende sobre el agua de la Vega Baja que provenga de Murcia por el Río Segura, sobre las acequias Mayores y Menores, sobre los azarbes mayores y menores, sobre las norias, las presas y los molinos harineros (cuando los había).

## Organización
El juzgado se encuentra gobernado por el juez sobrecequiero que designa un teniente de juez sobrecequiero y un síndico procurador general. Además de estos tres la junta de Gobierno la componen otros síndicos y cargos electos.
Por Real Ordenanza del Rey Alfonso XI de 1313, el Juzgado puede actuar y reunirse todos los días del año menos el Jueves y el Viernes Santo.

### Acequias y azarbes
El juzgado ejerce jurisdicción sobre el agua que corre por las acequias, azarbes y escorratas de su jurisdicción además del agua que corre por el río.
Algunas de las acequias son:
- Acequias Mayores:

- - Alquibla.
  - Molina o Santa Bárbara.
  - Los Huertos.
  - Vieja de Almoradí.
  - Escorratel.
  - Callosa.
  - Almoravit.
  - Puertas de Murcia.
  - Mudamiento.

- Azarbes Mayores:
  - De Mayor de Hurchillo (llamado Reguerón).
  - De Abanilla.
  - De Mayayo.
  - De Millanares.
  - De Los Caballos.
  - De la Gralla.
  - De las Fuentes.
  - De Bonanza.

- Presas:

- - De las Norias o de Beniel.
  - Delos Huertos.
  - De Almoradí.
  - De Callosa.

El juzgado también ejercía funciones de policía, vigilando la limpieza del río, obligando a los molinos hidráulicos a financiar junto a los regantes la limpieza y conservación de las riberas del río Segura.